# Jokin Etxabe
Jokin Etxabe Leturia, nacido el 3 de febrero de 1994 en Vergara, es un ciclista español, que fue profesional en 2017 el equipo Aevolo Pro Cycling Team (USA) y 2018 Interpro Stradalli Cycling (Japón). Destacaba como escalador y por ser un buen compañero de equipo. A principio de la temporada 2018, quedó tercero en la general final del Tour de Indonesia y octavo en clasificación general final del Tour de Marruecos. El 20 de noviembre de 2018 anunció su retirada deportiva tras dos años como profesional y con 24 años debido a la falta de equipo para continuar compitiendo.

## Palmarés
- Aún no ha conseguido ninguna victoria como profesional